# 亚瑟纽曼
《亞瑟紐曼》（英語：Arthur Newman），在英国上映时又称《阿瑟与迈克》，是一部2012年美国喜剧剧情片，由但丁·阿里奥拉执导，哥連·費夫和艾美莉·賓特联合主演。贝基·约翰斯顿担任编剧。讲述了一名前职业高尔夫球手为了摆脱失败的生活，假称自己已经死亡，并假扮成一个新的身份。在他前往美國中西部地区寻找新工作的途中，一位同样试图摆脱过去问题的女孩也和他一起加入了寻找工作的行列。影片于2013年4月26日在美国上映。